# Miniera di zolfo di Cabernardi-Percozzone

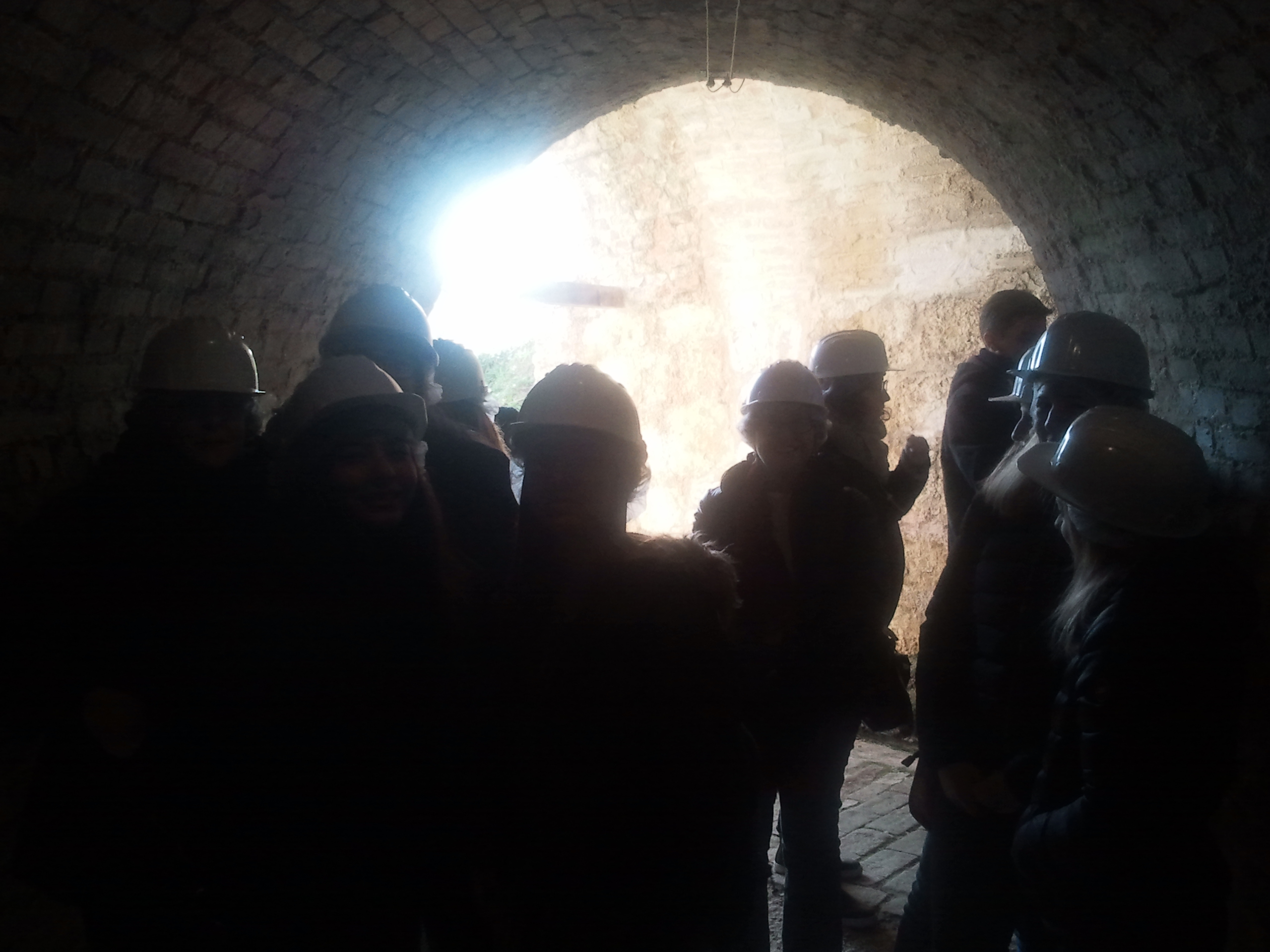
Interno della miniera

La Miniera di zolfo di Cabernardi-Percozzone è stata una miniera di zolfo sita tra il comune di Sassoferrato e quello di Pergola, nelle Marche. Cabernardi è una frazione di Sassoferrato nata intorno al 1826. Secondo la tradizione fu fondata da quattro fratelli il più anziano dei quali Bernardo diede nome al paese; gli altri Crociano, Massimo e Martino a tre quartieri. La popolazione odierna è di trecento unità, ma grande prosperità e floridezza fu raggiunta a metà del secolo precedente quando, grazie all'attività estrattiva, solo le persone lavoranti in miniera, raggiunsero le 2400 unità.

## Storia

### Le prime fasi della miniera
L'attività estrattiva iniziò a funzionare intorno al 1860 quando – così racconta la leggenda - un contadino cercando di abbeverare le bestie su una pozza d'acqua, si accorse che queste non bevevano e che l'acqua era maleodorante. In un primo momento chiamò il parroco e questi a sua volta chiamò un esperto che decretò l'esistenza di una falda di minerale. Prese avvio così, nel podere del contadino, l'estrazione dello zolfo; prima con l'amministrazione da parte della famiglia tedesca Buhl - Deinhard, poi con la "Società Miniere Solfare Trezza e Albani" ed infine nel 1917 con la Società Montecatini.
La scoperta del giacimento fu dichiarata nel 1879 e la concessione fu data ad una società appartenente ad Armando Buhl, Eugenio Buhl e Andrea Deinhard. L'origine del primo pozzo è controversa. Nel 1888 la miniera di Cabernardi entrò in attività diretta dall'azienda solfifera Italia di Coblenza grazie a Regio Decreto. Un anno dopo avvenne un passaggio di proprietà: la miniera venne affidata alla società Trezza-Albani che aprì la prima galleria. Sotto la direzione della nuova società il numero di lavoratori fu incrementato e raggiunse le 200 unità.
Nel 1901 fu indetto il primo sciopero per aumenti salariali. Nel 1905 fu istituita una cassa di Mutuo Soccorso con la relativa detrazione del 2% dallo stipendio degli operai.
Il giacimento solfifero fu molto importante per la popolazione del luogo, poiché riuscì per circa novant'anni a dare benessere e prosperità. La miniera rappresentava l'unico modo - nella zona - di lavorare e guadagnare decorosamente. Lo zolfo, una volta estratto dalla miniera, veniva raffinato o con il metodo del calcarone, o con quello dei forni Gill. Il primo consisteva nel riempire una specie di fornace conica inclinata, con pezzi di minerale misto a “ganga" (roccia). Si procedeva collocando alla base del cono pezzi di maggiore dimensione e si continuava con quelli più piccoli fino al riempimento. Ultimata la carica si dava fuoco al tutto. Alcuni giorni dopo - ma il periodo variava a seconda della grandezza del calcarone - incominciava a colare il minerale. In questo modo si otteneva una prima raffinazione dello zolfo. Il fumo, derivante dalla combustione (anidride solforosa), era talmente nocivo che nel raggio di vari km la vegetazione era pressoché inesistente. La società amministratrice dell'industria zolfifera fu costretta a rimborsare i contadini danneggiati. Il secondo metodo, quello dei forni Gill, rappresenta un perfezionamento del calcarone: la combustione invece di avvenire in una sola fornace veniva prima in una cella e poi nelle altre, dove i gas caldi venivano fatti passare. Lo zolfo liquido veniva colato in appositi stampi quadrati, i cosiddetti "pani", i quali venivano in parte mandati all'estero e in parte inviati, tramite teleferica, alla vicina raffineria di Bellisio.
Il procedimento dell'estrazione non era semplice: una volta individuata una falda di minerale, era necessario tracciare nel sottosuolo una galleria centrale e a scopo precauzionale lasciare delle colonne o pilastri di sostegno al fine di evitare il franamento del sotterraneo. A mano a mano poi venivano abbattuti con il martello pneumatico per prelevarne lo zolfo e al loro posto venivano inserite delle ripiene o brusaie intrise d'acqua. Il minerale veniva caricato nei vagoni e portato alla discenderia o pozzo da dove veniva trasportato dall'argano a vapore. Di questa macchina restano parti di corda del sostegno delle gabbie.

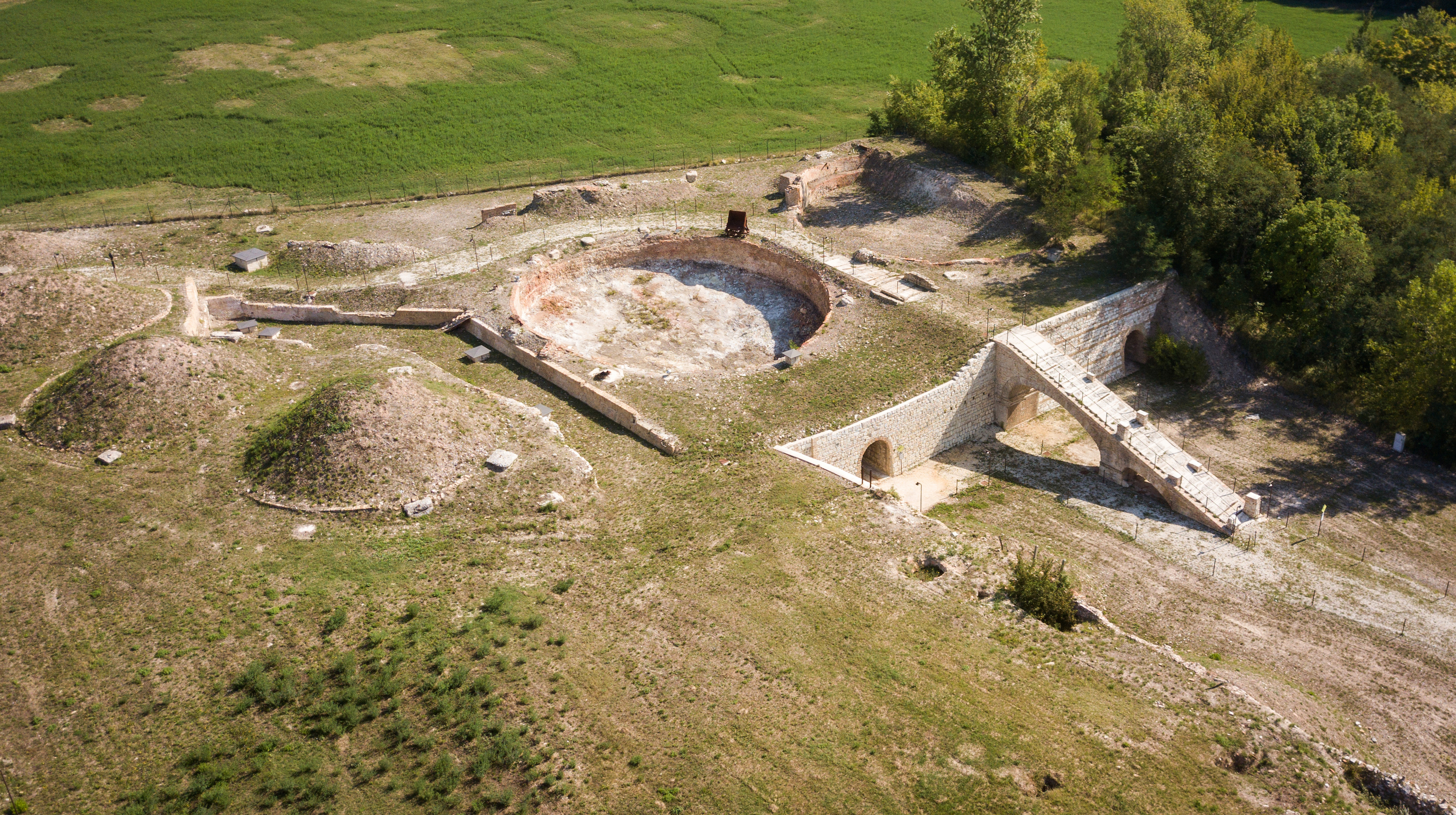
Foto aerea dei resti dei calcaroni della miniera di zolfo di Cabernarrdi

### La gestione della  Montecatini
Prima dell'avvento della Montecatini, che fece della miniera una vera e propria industria, la discesa nel sottosuolo avveniva in maniera rudimentale. Con l'apertura di due pozzi - di cui uno ancora visibile - e l'installazione di argani a vapore, gli operai migliorarono di molto le loro condizioni lavorative, soprattutto perché‚ furono adottati gli impianti di aerazione. Nelle gallerie infatti i minatori dovevano difendersi dal grisou (combinazione di gas metano con ossigeno), dal gas solfidrico e dal calore che sprigionavano le rocce. L'ossigeno all'interno della miniera veniva utilizzato non solo dagli uomini, ma anche dagli animali e dalle lampade. La ventilazione artificiale permetteva non solo di lavorare meglio spendendo meno fatiche, ma anche di evitare esplosioni, purtroppo frequenti nel sottosuolo. Era sufficiente che l'aria della miniera contenesse una percentuale di grisou (dal 5 al 14%) affinché, con lo scoppio di una mina o l'accensione di una lampada, succedesse l'irreparabile. Anche con l'arrivo dell'elettricità il tasso di gas nel sottosuolo continuava ad essere misurato con una lampada a benzina; quando questa si spegneva  segnalava la mancanza di ossigeno.
La miniera di Cabernardi assunse un'importanza sempre maggiore a partire dal 1917, anno in cui fu ceduta alla Montecatini, Società generale per l'industria mineraria. La Montecatini massimizzò la produzione della miniera e ne migliorò i rendimenti lavorativi; a tale potenziamento si accompagnò quello delle infrastrutture. Il personale raggiunse le 2400 unità. Tre anni dopo cominciarono i problemi sindacali: nel 1920 vi fu uno sciopero di 25 giorni, mentre nell'anno successivo ne furono indetti altri contro la riduzione dell'indennità caro-viveri. La Seconda guerra mondiale ebbe un evidente impatto negativo sulla produzione di zolfo, la quale rallentò in maniera drastica tra il 1944-45 senza tuttavia bloccarsi definitivamente. Nella fase post-bellica le parti danneggiate vennero ricostruite e l'attività riprese in un contesto inedito: occorreva prendere atto del disinteresse della Montecatini. Infatti, già nel 1951, rivelò di star prendendo in considerazione l'opzione di chiudere la miniera per esaurimento, soprattutto come conseguenza della crisi generale dell'industria solfifera italiana iniziata nel 1950. La Montecatini fu costretta ad investire numerose risorse nella ricerca di nuovi giacimenti solfiferi in seguito alle pressioni subite; ma i sondaggi che ne derivarono non furono ritenuti sufficienti per il mantenimento dell'attività. Nel 1952 un annuncio della Montecatini peggiorò la situazione: prospettava il licenziamento di 860 operai. Tre giorni dopo, con la parola d'ordine “coppi maglia gialla” ebbe inizio la memorabile occupazione della miniera. Alcune centinaia di minatori, i “sepolti vivi”, si stabilirono sul fondo con una quantità di viveri limitata per circa 40 giorni. La vicenda si concluse con una notevole riduzione del personale ed importanti trasferimenti in altre miniere, soprattutto a Ferrara. 
Nel 1952 ci fu una grande agitazione sindacale e l'occupazione della miniera. I minatori protestarono per impedire ottocentosessanta licenziamenti e la liquidazione dell'industria zolfifera. Gli occupanti, circa duecento, restarono nel sottosuolo a cinquecento metri di profondità per quaranta giorni. Quando uscirono furono tutti licenziati. A nulla valsero gli sforzi del segretario generale della C.G.I.L., Giuseppe Di Vittorio, tesi a salvare i loro posti di lavoro. Successivamente, nel 1959, la miniera chiuse. Prima della chiusura definitiva (5 maggio 1959), furono collocati in pensione circa cento operai e più di trecento furono trasferiti. Solo una piccola parte rimase a Cabernardi per assicurare la chiusura dell'impianto, mentre gli altri vennero licenziati.

## Processi produttivi
Agli inizi del Cinquecento, i minerali di zolfo potevano essere estratti solo da cave a cielo aperto, in quanto la temperatura troppo elevata e i gas che si sprigionavano dai giacimenti rendevano difficile lo scavo di gallerie per la sua ricerca in profondità; tuttavia, si può ipotizzare che già nel XVII secolo vennero realizzati scavi sotterranei, grazie al potenziamento delle tecniche di estrazione. In quel periodo, infatti, l'aumento della richiesta di zolfo in tutta Europa dovuta alla fabbricazione di polvere da sparo spinse i minatori ad esplorare il sottosuolo per estrarne una maggiore quantità con la prospettiva di incrementare i guadagni.
Scendendo in profondità occorreva però risolvere alcuni problemi, tra cui quello dello scolo delle acque e della aerazione delle gallerie, così che nel XVIII secolo le miniere di zolfo iniziarono a presentare una struttura piuttosto complessa e a richiedere non solo pozzi e gallerie ma anche la disponibilità di fiaccole e bussole.
Nel XIX secolo vennero introdotte alcune macchine che apportarono dei parziali cambiamenti al lavoro in miniera, tra queste la macchina a vapore, che sostituì uomini e animali nelle operazioni di traino e di elevazione; venne inoltre introdotto l'impiego dell'esplosivo. Nel frattempo, si delineò una sempre più accentuata divisione del lavoro che favorì l'aumento del numero delle figure professionali.
Il lavoro in miniera era diviso sistematicamente in due fasi: lo scavo ed il trasporto, sezioni alle quali si sommava il lavoro all'esterno, ulteriormente articolato in nuove specializzazioni.
Una volta estratto, lo zolfo ancora recante impurità veniva accatastato in grandi forni chiamati "calcheroni" e sottoposto ad alte fonti di calore; ciò favoriva la fusione del minerale che, una volta allo stato liquido, veniva raccolto in stampi che determinavano la formazione dei cosiddetti "pani".
A dare vita ad una complessa organizzazione si impegnavano scavatori, sbagagliatori, carreggiatori, tiratori, acquaticci, grottaroli, abbadatori, muratori, falegnami, secchiari e fabbri; completavano il quadro gli uffici e gli impiegati, che distribuivano i viveri agli operai. Infine, erano indispensabili il contabile e il medico chirurgo.

### Incidenti
A Cabernardi gli incidenti furono numerosi. Nell'anno 1951 si verificò un numero non indifferente di incidenti sul luogo di lavoro, la maggior parte dei quali dovuti a: inalazioni dei gas tossici, distacco e caduta di blocchi di minerale dall'alto e urto e investimento di vagoni. Furono circa 130 i morti sul lavoro dall'inizio degli scavi fino alla chiusura della miniera.

### Questione sociale

#### I sepolti vivi
L'occupazione suscitò l'immediata risposta del Governo De Gasperi che, attraverso il ministro Pietro Campilli avanzò una proposta di mediazione: sarebbero state effettuate ulteriori ricerche solfifere in cambio dell'abbandono della miniera da parte degli occupanti e con l'obbligo per la Montecatini di ridurre il numero dei licenziamenti in attesa dei risultati della verifica. La proposta fu totalmente respinta dalla CGIL. Il conflitto si inasprì e l'azienda milanese notificò altri 360 licenziamenti. Alla fine la CGIL fu costretta a ritrattare la propria posizione e i licenziamenti vennero ritirati provvisoriamente in attesa dei risultati delle ricerche di ulteriori giacimenti solfiferi. Venne dichiarato l'esaurimento della miniera e la Montecatini procedette con il licenziamento di tutti i partecipanti all'occupazione e di tutti coloro che avevano mostrato solidarietà nei confronti degli occupanti; ad altri offrì un trasferimento in  altre sue proprietà minerarie o chimiche.
La presenza della miniera ebbe rilevanti effetti positivi sul contesto sociale ed economico dell'epoca: fece prosperare Cabernardi e i paesi vicini incrementando il benessere della popolazione attraverso l'offerta di numerosi posti di lavoro e favorendo l'esportazione. Tuttavia, il paese era costantemente tormentato dall'odore di acido e non era più possibile nessun tipo di coltivazione. Inoltre i frequenti incidenti e i 130 morti sul lavoro costrinsero la popolazione ad affrontare numerosi lutti.

## Sito archeominerario
Il giacimento solfifero cominciò a formarsi "circa sette milioni di anni fa, durante l'era geologica del Miocene, in seguito all'abbassamento del livello marino, quando iniziò la deposizione gessoso-solfifera che diede forma ad una sinclinale estesa da Percozzone a San Giovanni."  Questa costituì la base della successiva coltivazione mineraria per l'estrazione dello zolfo. Gli strati di questa deposizione si trovano a Cabernardi in senso subverticale e ciò spiega lo sviluppo della miniera in profondità.
Di Cabernardi rimangono visibili soltanto alcuni resti architettonici: tre respiratori d'aria chiamati all'epoca "ventoloni" che aspiravano le polveri e i gas provocati dall'esplosione delle mine, permettendo il lavoro all'interno delle gallerie.